# Окровавленные стриптизёрши
«Окровавленные стриптизёрши» (англ. The Gore Gore Girls) — американский фильм ужасов 1972 года, снятый за две недели. В международном прокате имеет рейтинг NC-17 («детям до 18…») Последний фильм режиссёра Хершела Льюиса перед 30-летним перерывом.

## Сюжет
Нэнси Уэстон, корреспондентка газеты The Globe, нанимает весьма эксцентричного частного детектива, чтобы тот расследовал серию убийств местных стриптизёрш. Тот подходит к делу своеобразно: устраивает в ночном клубе конкурс стриптиза, рассчитывая, что убийца
купится на эту нехитрую приманку. Его расчёт полностью оправдывается…

## В ролях
- Фрэнк Кресс — Абрахам Дженри, частный детектив
- Эми Фаррелл — Нэнси Уэстон, корреспондентка
- Хедда Любин — Марлен
- Генри Янгмэн — Марздон Мобили, убийца